# Callionima calliomenae
Espèce
Callionima calliomenae est une espèce de lépidoptères (papillons) de la famille des Sphingidae.

## Description
L'envergure est d'environ 67 mm. L'espèce se distingue immédiatement de toutes les autres espèces de Callionima la bordure externe régulièrement dentée qui n'est que légèrement creusée sous le sommet et la moitié basale jaune foncé sur l'extrémité arrière de l'aile droite.

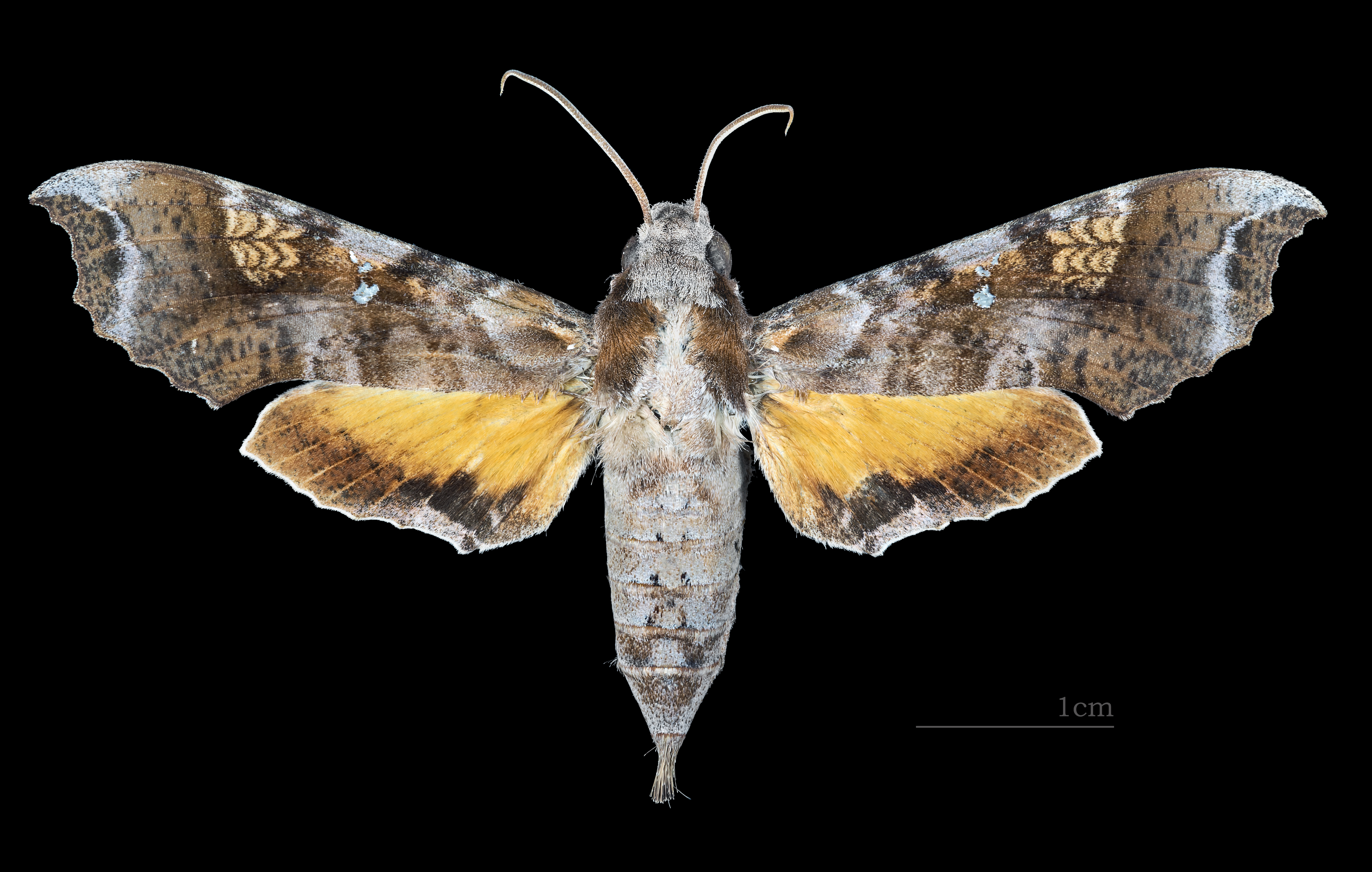
Face dorsale de la femelle (coll.MHNT)
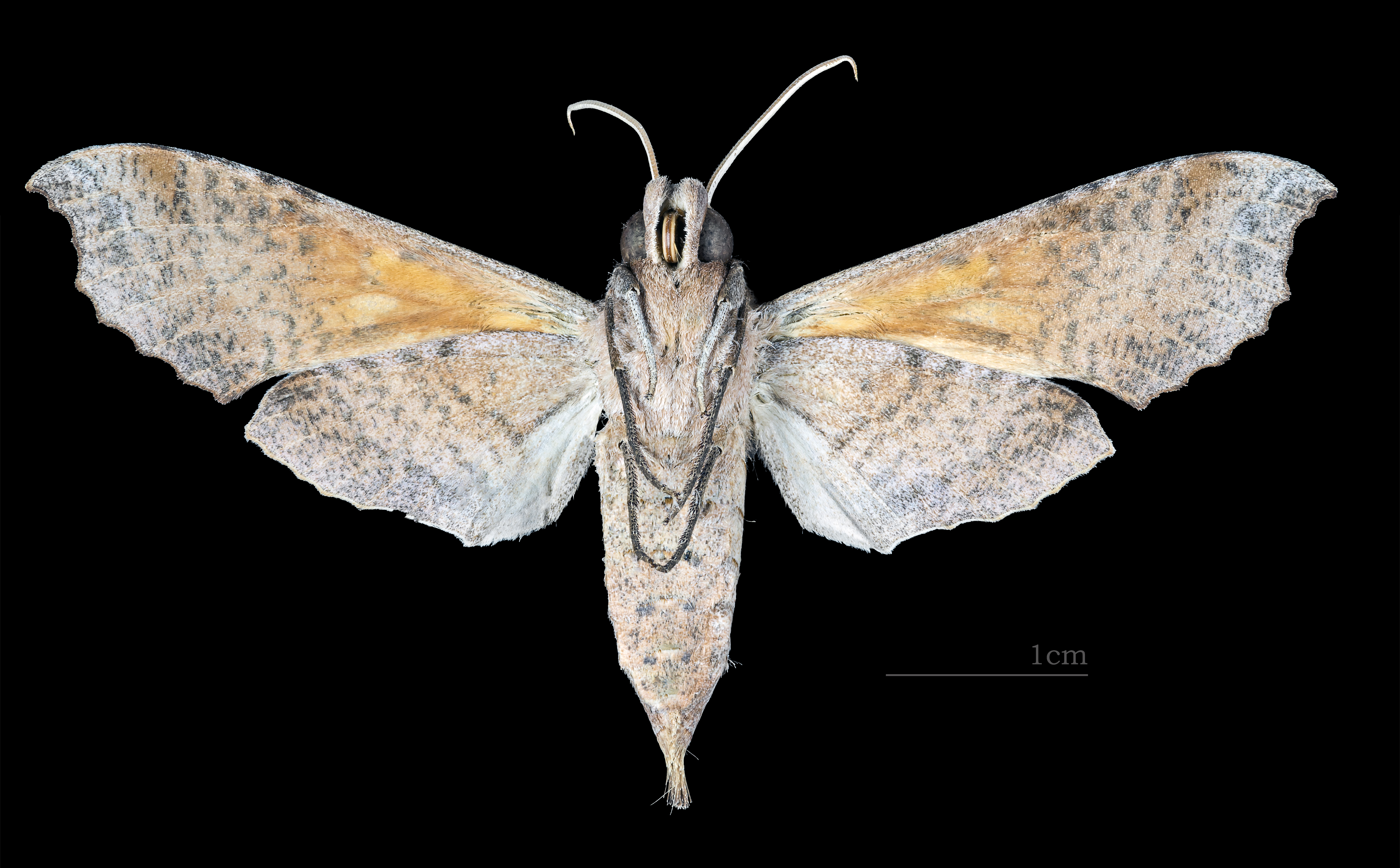
Face ventrale de la femelle (coll.MHNT)

## Répartition et habitat
L'espèce est connue au Venezuela, à Haïti et en République dominicaine.

## Biologie
Il existe probablement plusieurs générations par an.

## Systématique
L'espèce a été décrite par l'entomologiste allemand Ludwig Wilhelm Schaufussen 1870 sous le nom initial de Philampelus calliomenae. La localité type est le Venezuela.

### Synonymie
- Philampelus calliomenae Schaufuss, 1870 protonyme
- Calliomma ellacombei Rothschild, 1894[2]
- Calliomma lutescens Butler, 1875[3]